# Gust Gils
Pour les articles homonymes, voir Gils.
Gust Gils, né à Anvers (Belgique) le 20 août 1924 et mort dans cette ville le 11 novembre 2002,, est un poète belge d'expression flamande.
Il est l'un des fondateurs du magazine avant-gardiste Gard Sivik (1955).